# Khulu Skenjana
Mkhulu Malusi Manqoba Skenjana, conocido como Khulu Skenjana, es un actor sudafricano. Es más conocido por su actuación en las series de televisión Machine Gun Preacher, Legacy y la película Zulu.

## Biografía
Skenjana nació el 6 de abril de 1982 en Soweto, Sudáfrica. 

## Carrera profesional
Desde la década de 2000, comenzó a interpretar apariciones no acreditadas como invitado en series de televisión como A Place Called Home, Binnelanders, Generations y All Access Mzansi. Luego apareció en la serie Entabeni interpretando a 'Kumkani Modise'.
En 2008, se unió al reparto de la miniserie Noah's Ark. El mismo año, hizo un cameo en la serie de NBC The Philanthropist. En 2010, encarnó a 'David Tabane' en The Mating Game. También participó como 'Thomas' en la serie Hola Mpinji y posteriormente apareció en varias series de televisión como Sokhulu & Partners, Rhythm City, A Place Called Home, Jozi-H y The Imposter.
En 2011, debutó en cine como 'Max' en la película 48. El mismo año, apareció en la película Machine Gun Preacher. En 2013, interpretó el papel principal de 'Themba' en la película Zulu y se unió a la segunda temporada de Intersexions y Tempy Pushas.

## Filmografía
| Año  | Título               | Rol                    | Tipo                    |
| ---- | -------------------- | ---------------------- | ----------------------- |
| 2010 | Hola Mpinji          | Thomas                 | Miniserie de televisión |
| 2011 | 48                   | Max                    | Película                |
| 2011 | Machine Gun Preacher | Adulto Rebelde #1      | Película                |
| 2012 | Zama Zama            | Manto                  | Película                |
| 2013 | Zulu                 | Themba                 | Película                |
| 2015 | Matatiele            | Constructor            | Serie de televisión     |
| 2017 | The Hangman          | Mfundisi Mdlethse      | Cortometraje            |
| 2017 | Stillborn            | Ngqhundululu el Hacker | Cortometraje            |
| 2019 | Knuckle City         | Square-Jaw             | Película                |

## Vida privada
Estuvo casado con la también actriz Mona Monyane. El matrimonio duró cuatro años, desde 2016. Tuvieron tres hijos, sin embargo su segundo bebé, Amani-Amaza Wamazulu Skenjana, nació el 16 de noviembre de 2017 y murió siete días después. Su hija mayor es Ase-Ahadi Lesemole Mamphai Skenjana, que nació en agosto de 2016. Su tercera hija nació en 2020.